# Calatagan
Calatagan ist eine philippinische Stadtgemeinde in der Provinz Batangas.

## Geografie
Die Stadtgemeinde umfasst die Calatagan-Halbinsel zwischen dem Südchinesischen Meer und der Balayan-Bucht. Die weißen Strände der Halbinsel sind beliebte Erholungsgebiete der Reichen und Berühmten von Manila. Calatagan liegt am westlichen Ausgang der Isla-Verde-Straße. Diese gilt als ein Hotspot der Biodiversität der Unterwasserwelt auf den Philippinen und weltweit. 

### Archäologie
Einer der extrem seltenen Funde von Schriftzeichen aus vorspanischer Zeit auf den Philippinen wurde in Calatagan gemacht. Die Schriftzeichen, im Tagalog Baybayin genannt, wurden auf einer Begräbnisurne aus dem 13. oder 14. Jahrhundert gefunden.

## Baranggays
Calatagan ist politisch unterteilt in 25 Baranggays.
| - Bagong Silang - Baha - Balibago - Balitoc - Biga - Bucal - Carlosa - Carretunan - Encarnacion - Gulod - Hukay - Lucsuhin - Luya | - Paraiso - Barangay 1 (Pob.) - Barangay 2 (Pob.) - Barangay 3 (Pob.) - Barangay 4 (Pob.) - Quilitisan - Real - Sambungan - Santa Ana - Talibayog - Talisay - Tanagan |